# Savio Szent Domonkos
Savio Szent Domonkos (Riva presso Chieri, 1842. április 2. – Mondonio di Castelnuovo d’Asti, 1857. március 9.) a katolikus egyház szentje, a ministránsok védőszentje.

## Élete
Domenico Giuseppe Savio 1842. április 2-án született Riva presso Chieriben, Piemontban. Apja Carlo Savio földműves, később kovácsmester, anyja Rosa Brigida Agagliate varrónő. Családjával szegénységben éltek. 1844-ben a család Murialdóba költözik. Domonkos jelleme már itt kitűnt, ahogyan a helyi káplán elmondta, már gyerekként is igen mély vallásos meggyőződéssel rendelkezett és volt benne valami eredendő bölcsesség. 1848-tól járt iskolába, a tanítója a helybeli káplán volt. 1849. április 8-án a mindössze hétéves Domonkosnak a helyi káplán megengedte az elsőáldozást, annak ellenére, hogy ekkoriban 12 évesen szoktak csak áldozáshoz járulni a gyerekek. Domonkos hétévesen írta le mintaértékű elhatározását, mely azóta sok keresztény fiatal jelmondata lett: „Inkább meghalok, semhogy bűnt kövessek el.”
A család 1853-ban a Torinóhoz közeli Mondonióba költözött. Domonkos 1854. április 13-án bérmálkozott. Helyi tanára javaslatára 1854. október 3-án megismerkedett Don Boscóval. Domonkos és Bosco János olyan mély benyomást tettek egymásra, hogy 1854. október 29-én Domonkos belépett Bosco valdoccói oratóriumába. Bosco kiváló képességű fiúnak ismerte meg őt, aki kimondott vezéregyénisége a fiataloknak és ezért gyakran bízott rá más fiatalokat is. 1855. szeptember 8-án két társa egymás családját sértegette, majd párbajozni szerettek volna. Domonkos ezt úgy akadályozta meg, hogy megkérte, teljesítsék egy kérését, amibe a fiúk belementek. A fiúk közé állt egy kereszttel és azt mondta nekik: „Azt akarom, nézzetek erre a keresztre, aztán dobjátok énrám a követ, és hangosan mondjátok: Jézus a keresztfán megbocsátott a gyilkosainak, de én bűnös ember, ezzel a gyalázatos bosszúval meg akarom őt sérteni.”
1855. szeptember 8-án egy kinyilatkoztatás alapján rátalált egy haldokló nőre és papot hívatott hozzá. 1856. június 8-án, mindössze 14 évesen, megalapította a Szeplőtelen Fogantatás Társaságát, néhány hasonló lelkületű fiúval együtt. Ezen év nyarán megbetegedett, majd rövid időre hazatért. Kinyilatkoztatás alapján beteg édesanyjáért a Szent Szűzhöz imádkozott. Édesanyja felépült. 1857 januárjában Domonkos állapota súlyosbodott. Március 1-jén az orvosai azt tanácsolták, hogy hagyja félbe tanulmányait. 1857. március 9-én halt meg.

## Szentté avatása
Maga Don Bosco írt életéről egy tanulmányt, amely később fontos alapot képezett a szentté avatásnál. 1908-ban indult meg a szentté avatási per, melyben 1933-ban elismerték érdemeit. 1950. március 5-én boldoggá avatták, majd rá négy évre 1954. június 13-án XII. Piusz pápa szentté avatta.